# Cầu Hoàng Văn Thụ
Cầu Hoàng Văn Thụ là một cây cầu bắc qua sông Cấm tại thành phố Hải Phòng, nối liền hai quận Hồng Bàng và Ngô Quyền với thành phố Thủy Nguyên.
Cầu là một hạng mục quan trọng của Dự án đầu tư xây dựng hạ tầng kỹ thuật khu đô thị mới Bắc sông Cấm.

## Thiết kế
Cầu có chiều dài 1.570 m, chiều rộng 33,5 m, gồm có 4 làn xe cơ giới, 2 làn xe hỗn hợp và 2 lề đi bộ. Trong đó, phần cầu chính là dạng cầu vòm chạy giữa ống thép nhồi bê tông với 3 nhịp, nhịp chính dài 200 m, là nhịp lớn nhất tại Việt Nam hiện nay. Độ cao thông thuyền của cầu là 25 m. Cầu có kiến trúc độc đáo lấy ý tưởng từ hình "cánh chim biển".

## Thi công
Công trình có tổng mức đầu tư là 2.173 tỷ đồng từ nguồn ngân sách của thành phố Hải Phòng, được khởi công vào ngày 6 tháng 1 năm 2017 và thông xe kỹ thuật vào ngày 15 tháng 10 năm 2019.